# 웨스트서머싯

웨스트서머싯의 위치

웨스트서머싯(영어: West Somerset)은 잉글랜드 서머싯주에 위치한 비도시 자치구로 중심 도시는 윌리턴이며 인구는 34,322명(2014년 기준), 면적은 726.84km2이다.